# Jack Ferguson Award
Jack Ferguson Award je hokejová trofej, která je každoročně udělovaná hráči, který je draftován jako první v prioritním draftu Ontario Hockey League. Trofej je pojmenována po Jacku Fergusonovi, bývalém řediteli úřadu pro centrální scouting OHL.

## Jack Ferguson Award
| Rok  | Hráč               | Tým                           |
| ---- | ------------------ | ----------------------------- |
| 2022 | Michael Misa       | Saginaw Spirit                |
| 2021 | Quentin Musty      | Sudbury Wolves                |
| 2020 | Ty Nelson          | North Bay Battalion           |
| 2019 | Shane Wright       | Kingston Frontenacs           |
| 2018 | Quinton Byfield    | Sudbury Wolves                |
| 2017 | Ryan Suzuki        | Barrie Colts                  |
| 2016 | Ryan Merkley       | Guelph Storm                  |
| 2015 | David Levin        | Sudbury Wolves                |
| 2014 | Jakob Chychrun     | Sarnia Sting                  |
| 2013 | Travis Konecny     | Ottawa 67's                   |
| 2012 | Connor McDavid     | Erie Otters                   |
| 2011 | Aaron Ekblad       | Barrie Colts                  |
| 2010 | Alex Galchenyuk    | Sarnia Sting                  |
| 2009 | Daniel Catenacci   | Sault Ste. Marie Greyhounds   |
| 2008 | John McFarland     | Sudbury Wolves                |
| 2007 | Ryan O'Reilly      | Erie Otters                   |
| 2006 | Steven Stamkos     | Sarnia Sting                  |
| 2005 | John Tavares       | Oshawa Generals               |
| 2004 | John Hughes        | Belleville Bulls              |
| 2003 | Patrick McNeill    | Saginaw Spirit                |
| 2002 | Rob Schremp        | Mississauga IceDogs           |
| 2001 | Patrick O’Sullivan | Mississauga IceDogs           |
| 2000 | Patrick Jarrett    | Mississauga IceDogs           |
| 1999 | Jason Spezza       | Mississauga IceDogs           |
| 1998 | Jay Harrison       | Brampton Battalion            |
| 1997 | Charlie Stephens   | Toronto St. Michael’s Majors  |
| 1996 | Rico Fata          | London Knights                |
| 1995 | Daniel Tkaczuk     | Barrie Colts                  |
| 1994 | Jeff Brown         | Sarnia Sting                  |
| 1993 | Alyn McCauley      | Ottawa 67’s                   |
| 1992 | Jeff O’Neill       | Guelph Storm                  |
| 1991 | Todd Harvey        | Detroit Compuware Ambassadors |
| 1990 | Pat Peake          | Detroit Compuware Ambassadors |
| 1989 | Eric Lindros       | Sault Ste. Marie Greyhounds   |
| 1988 | Drake Berehowsky   | Kingston Raiders              |
| 1987 | John Uniac         | Sudbury Wolves                |
| 1986 | Troy Mallette      | Sault Ste. Marie Greyhounds   |
| 1985 | Bryan Fogarty      | Kingston Canadians            |
| 1984 | Dave Moylan        | Sudbury Wolves                |
| 1983 | Trevor Stienburg   | Guelph Platers                |
| 1982 | Kirk Muller        | Guelph Platers                |
| 1981 | Dan Quinn          | Belleville Bulls              |